# الرقابة في تركيا

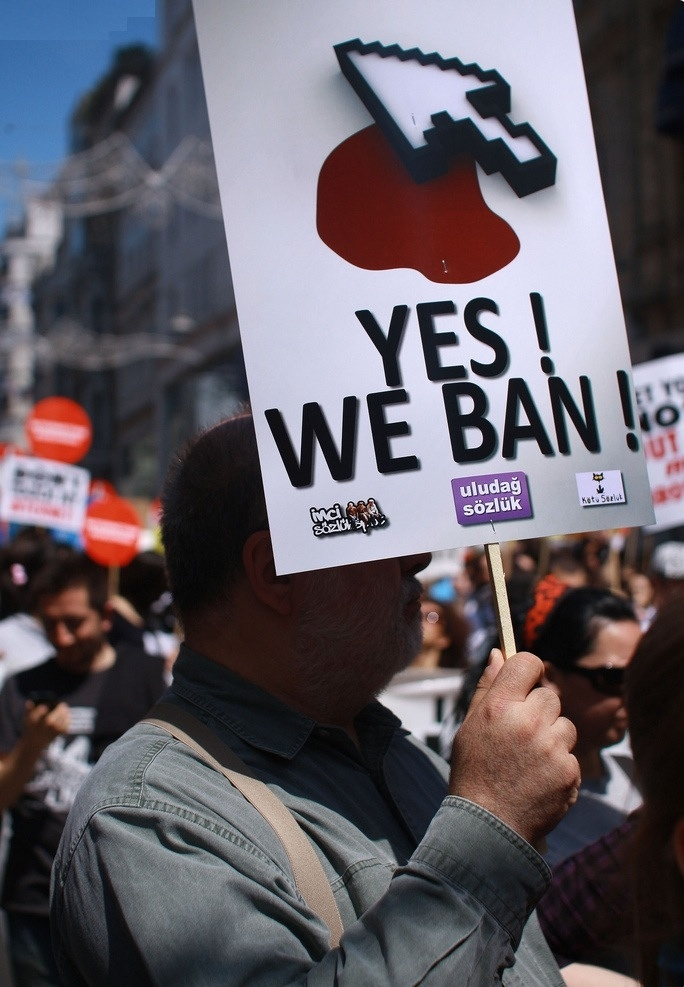

تُنظّم الرقابة في تركيا من خلال التشريعات المحلية والدولية، وللأخيرة نظريًا الأسبقية على القانون المحلي، وفقًا للمادة 90 من دستور تركيا (المعدّل عام 2004).
تدهورت حرية وسائل الإعلام في تركيا بشكل طردي على الرغم من الأحكام القانونية بدءًا من عام 2010، تلاه انخفاض حاد عقب محاولة الانقلاب في يوليو من عام 2016. قام الرئيس رجب طيب أردوغان باعتقال مئات الصحفيين وإغلاق والاستيلاء على عشرات وسائل الإعلام، بالإضافة إلى حظر الصحفيين وعائلاتهم من السفر. يشكل صحفيو تركيا حاليًا ثلث نسبة الصحفيين المسجونين في جميع أنحاء العالم بحسب بعض الروايات.
صنفت منظمة بيت الحرية أو فريدم هاوس تركيا على أنها بلد غير حرّ منذ عام 2013، وصنفت منظمة مراسلون بلا حدود تركيا في الرتبة 149 من بين أكثر من 180 دولة، فوقعت بين المكسيك وجمهورية الكونغو الديمقراطية، بمجموع 44.16. سجلت وكالة الصحافة التركية المستقلة «بيانيت» تعاظمًا في الهجمات على وسائل الإعلام المعارضة خلال ولاية الحكومة المؤقتة لحزب العدالة والتنمية. أكّد تقرير رقابة وكالة بيانيت الأخير لعام 2015 هذا التوجّه وأنّه بمجرّد استعادة الأغلبية بعد ولاية الحكومة المؤقتة لحزب العدالة والتنمية، ازداد ضغط الحكومة التركية على وسائل الإعلام في البلاد.

## وفقًا لمنظمة بيت الحرية
سنّت الحكومة جملة من القوانين الجديدة وسّعت كل من سلطة الدولة لحجب المواقع الالكترونية وعزّزت قدرة المخابرات الوطنية على مراقبتها. واجه الصحفيون عقبات قانونية غير مسبوقة، إذ قيّدت المحاكم الإبلاغ عن القضايا التي تتناول الفساد والأمن القومي. وواصلت السلطات استخدام قانون العقوبات وقوانين التشهير الجنائي وقانون مكافحة الإرهاب بشدّة في قمع الصحفيين والمؤسسات الإعلامية. تتبّع التهجّم اللفظي على الصحفيين من قبل كبار السياسيين (بما فيهم رئيس الوزراء الحالي رجب طيب أردوغان الذي انتخب رئيسًا للبلاد في أغسطس)، تتبّعه في كثير من الأحيان مضايقات للصحفيين المستهدفين على وسائل التواصل الاجتماعي وحتّى تهديدات بالقتل. 
واصلت الحكومة في الوقت ذاته استخدام النفوذ المالي وغيره من النفوذ الذي تملكه على وسائل الإعلام، بغاية التأثير على تغطية القضايا الحساسة سياسيًا. فقد عشرات الصحفيين من بينهم كتاب الأعمدة البارزين وظائفهم نتيجة هذا الضغط خلال العام، وفّرض على من بقوا العمل في جو من الرقابة الذاتية والاستحكام الإعلامي. 
صنّفت لجنة حماية الصحفيين تركيا في عامي 2012 و2013 بوصفها أسوأ سجّان للصحفيين في العالم (تسبق بذلك إيران والصين)، مع احتجاز 49 صحفي في عام 2012 و40 صحفي عام 2013. أظهر تقرير الشفافية لعام 2014 على موقع التويتر أن تركيا قدمت أكثر من 5 مرات طلبات لإزالة المحتوى على التويتر، أكثر من أي دولة أخرى في النصف الثاني لعام 2014، كما ارتفع عدد الطلبات 150% في عام 2015.

## الهجمات ضد الصحفيين وتهديدهم

### الهجوم الجسدي واغتيال الصحفيين
إن السلامة الجسدية للصحفيين في تركيا عرضة للخطر. توفي عدد من الصحفيين في التسعينيات في ذروة الصراع الكردي التركي. بدأت عمليات قتل الصحفيين الأكراد بعد فترة وجيزة من بدء الصحافة الموالية للأكراد بإصدار أول صحيفة يومية باسم «الأجندة الحرة»، وُضّح بالكاد أي من تلك العمليات أو بالكاد أدّت إلى فرض عقوبات على المهاجمين. «القتل على أيدي مهاجمين مجهولين» هو المصطلح الذي استخدم باللغة التركية للإشارة إلى عدم التعرف على جناة عمليات القتل وحالات الاختفاء بسبب حماية الحكومة لهم. تشمل قائمة أسماء موزّعي صحيفة الأجندة الحرة وأتباعها الذين قتلوا (بينما بقي معظم الجناة مجهولين) 18 اسمًا. من بين الصحفيين الثلاثة والثلاثين الذين قُتلوا بين عامي 1990 و1995، عمِل معظمهم فيما يسمى بالصحافة الكردية الحرة.
تمثّل حالات قتل الصحفيين في تركيا منذ عام 1995 حالات فردية إلى حد ما. من أبرز الضحايا هرانت دينك الذي قُتل عام 2007، إلا أن مقتل ميتين غوكتيب أثار قلقًا كبيرًا أيضًا، إذ قام ضباط الشرطة بضربه حتى الموت. أيضًا كانت وفاة ميتين العطاس عام 2010 مصدر جدل، فبينما زعم تشريع الجثة أنه انتحار، إلا ان عائلته وزملاؤه طالبوا بإجراء تحقيق بموته، إذ أنه تلقّى في السابق تهديدات بالقتل وتعرّض لاعتداء عنيف. اغتيل العديد من الصحفيين السوريين الذين كانوا يعملون في تركيا منذ عام 2014، بينما رفعوا تقارير عن نشوء داعش.
عانى الصحفيون عام 2014 من عرقلة وإصابات ناجمة عن الغاز المسيّل للدموع بالإضافة إلى الاعتداء الجسدي من قبل الشرطة في حالات عدّة: أثناء تغطيتهم لاحتجاجات فبراير القائمة بسبب الرقابة على الإنترنت ومظاهرات مهرجان الربيع، فضلًا عن احتفالات ذكرى احتجاجات منتزه غيزي (عندما اعتُقل إيفان واتسون مراسل السي إن إن لفترة قصيرة عُنّف خلالها). أطلقت الحكومة التركية الغاز المسيل للدموع في أكتوبر على الصحفيين الذين يسجلون التقارير من الحدود القريبة من البلدة السورية كوباني.
أحصت لجنة حماية الصحفيين حالة قتل واحدة بقضية متعلقة بوسائل الإعلام، وهي مقتل قادر بايدو الذي أُطلق عليه الرصاص في أضنا أثناء توزيعه صحيفة أزاديا اليومية الموالية للأكراد. وتعرّض مصطفى كوليلي الأمين العام لاتحاد الصحفيين الأتراك وكذلك الصحفي حسن كوميرت، لهجوم في فبراير لعام 2014 من قبل مهاجمين مجهولين. كان على الصحفي متحت فابيان سوزمن أن يتلقى الرعاية الطبية إثر هجوم جسدي ضده في مارس عام 2014.

### اعتقال الصحفيين
بالرغم من كون قانون الصحافة لعام 2014 لا ينص إلا على الغرامات، فقد ألقت قوانين تقييدية أخرى بالعديد من الصحفيين والكتاب وراء القضبان. بقي ما لا يقلّ عن سبعة صحفيين في السجن حتى نهاية عام 2014 وفقًا لتقرير لجنة حماية الصحفيين (CPJ). أحصت وكالة الصحافة التركية المستقلة «بيانيت» 22 صحفيًا و10 ناشرين في السجن، معظمهم من الأكراد، بتهمة الانتساب لمنظمة غير قانونية. أصبحت تركيا في عام 2016 السجن الأكبر للصحفيين، إذ تعد تركيا أول دولة على الإطلاق تسجن 81 صحفيًا ومحررًا وممارسًا للمهنة، خلال عام واحد بحسب تصنيف لجنة حماية الصحفيين.
تعمل السلطات التركية على محاكمة جنائية واسعة النطاق للصحفيين وسجنهم، وتطبّق أشكالًا إضافية من الضغط الشديد بغاية تحفيز الرقابة الذاتية في الصحافة، وفقًا لتقرير صادر عن لجنة حماية الصحفيين. وجدت لجنة حماية الصحفيين القوانين القمعية العالية، لا سيما قانون العقوبات وقانون مكافحة الإرهاب، وجدتها قانونًا إجراميًا يُفضّل الدولة بشكل كبير، ونبرة قاسية لمكافحة الصحافة سُلِّطت على أعلى مستويات الحكومة. بلغت حرية الصحافة في تركيا مرحلة الأزمة، يذكر هذا التقرير ثلاثة أنماط من الصحفيين المستهدفين:
- مراسلو التحقيقات والمراسلون الناقدون: هم ضحايا الملاحقات القضائية المناهضة للدولة. حطّم التحقيق الحكومي الواسع في مؤامرة منظمة إرغينكون، مراسلي التحقيقات. إلا أن الأدلة تشير إلى عزم الحكومة على معاقبة المراسلين الناقدين
- الصحفيون الأكراد: تخلط السلطات التركية بين دعم القضية الكردية والإرهاب ذاته. عندما يتعلّق الأمر بالصحفيين الأكراد، تعد نشاطات جمع الأخبار مثل تقديم النصائح والتغطية الإعلامية للاحتجاجات وإجراء المقابلات، دليلًا على ارتكاب جريمة.
- الأضرار الإضافية للاعتداء العام على الصحافة: تشن السلطات واحدة من أكبر حملات العالم المناهضة للصحافة في التاريخ الحديث. يقبع عشرات الكتاب والمحررين السجن، جميعهم تقريبًا بتهمة الإرهاب أو تهم أخرى مناهضة للدولة.

أُلقي القبض على الكمالي و/أو الصحفيين الوطنيين بتهم تتعلّق بقضية إرغينكون، وأُلقي القبض على العديد من الصحفيين اليساريين والأكراد بتهمة التورط في الترويج لحزب العمال الكردستاني الذي صُنّف بكونه منظمة إرهابية. باختصار، يمكن لكتابة مقال أو إلقاء خطاب أن يؤدي إلى قضية محاكمة والدخول إلى السجن فترة طويلة للعضوية أو قيادة منظمة إرهابية. إلى جانب ذلك، من الممكن أن يؤدي ضغط مسؤولو الحكومة على الصحافة واحتمالية طرد الصحفيين الناقدين، إلى رقابة ذاتية واسعة النطاق.

## سيطرة الحكومة على وسائل الإعلام
زادت حكومة حزب العدالة والتنمية القيود المفروضة على حرية التعبير والصحافة واستخدام الإنترنت وحرية المحتوى التلفزيوني، بالإضافة إلى حرية التجمع. كما طوّرت اتصالات مع مجموعات إعلامية واستخدمت تدابير إدارية وقانونية (بما في ذلك، بإحدى الحالات، ضريبة بقيمة مليار) ضد المجموعات الإعلامية الناقدة والصحفيين الناقدين. أقام حزب العدالة والتنمية خلال العقد الماضي تحالفًا حزبيًا غير رسمي قوي ضم رجال الأعمال ووسائل الإعلام الذين اعتمد معاشهم على النظام السياسي الذي بناه أردوغان. يتحمل المقاومون مسؤولية مخاطرتهم. 
أصبحت تلك السلوكيات بارزة بشكل خاص عام 2013 في سياق تغطية وسائل الإعلام التركية للمظاهرات في ذلك العام. لاحظت إذاعة بي بي سي البريطانية أنه على الرغم من كون بعض المنافذ تتماشى مع حزب العدالة والتنمية أو قريبة شخصيًا من أردوغان، إلا أن معظم وسائل الإعلام الرئيسية مثل القنوات الإخبارية التلفزيونية مثل «خبر تورك» وإن تي في، بالإضافة إلى صحيفة «ملليت» اليومية، تُثير سخط الحكومة لأن مصالح أو تجارات أصحابها تعتمد في بعض الأحيان على الدعم الحكومي. أدت جميع هذه الأمور إلى الابتعاد عن تغطية المظاهرات. 
قدّمت بعض القنوات تغطية مباشرة، منها قناة «هالك» التلفزيونية. أُبلغ عن العديد من منافذ وسائل الإعلام الخاصة بمشاركتها في الرقابة الذاتية بسبب الضغوط السياسية. كشفت الانتخابات المحلية والرئاسية لعام 2014 عن تزايد التغطية المنحازة من قبل وسائل الإعلام الحكومية.